# Álvaro García (labdarúgó, 1992)
Álvaro García (Utrera, 1992. október 27. –) spanyol labdarúgó, a Rayo Vallecano középpályása.

## Pályafutása
García a spanyolországi Utrera városában született. Az ifjúsági pályafutását a helyi Utrera csapatában kezdte, majd a Goyu Ryu akadémiájánál folytatta.
2011-ben mutatkozott be az Utrera felnőtt keretében. 2012-ben a San Fernando, majd 2013-ban az első osztályú Granada szerződtette. A 2014–15-ös szezonban a Racing Santander, míg a 2015–16-os szezonban a Cádiz csapatát erősítette kölcsönben. A lehetőséggel élve, 2016-ban a Cádizhoz igazolt. 2018. augusztus 23-án szerződést kötött a Rayo Vallecano együttesével. Először a 2018. augusztus 25-ei, Atlético Madrid ellen 1–0-ra elvesztett mérkőzésen lépett pályára. Első ligagólját 2018. november 3-án, a Barcelona ellen hazai pályán 3–2-es vereséggel zárult találkozón szerezte meg.

## Statisztikák
2023. május 4. szerint
| Klub           | Szezon   | Osztály          | Bajnokság | Bajnokság | Kupa és Ligakupa | Kupa és Ligakupa | Nemzetközi | Nemzetközi | Összesen | Összesen |
| Klub           | Szezon   | Osztály          | Meccs     | Gól       | Meccs            | Gól              | Meccs      | Gól        | Meccs    | Gól      |
| -------------- | -------- | ---------------- | --------- | --------- | ---------------- | ---------------- | ---------- | ---------- | -------- | -------- |
| Rayo Vallecano | 2018–19  | La Liga          | 35        | 4         | 2                | 1                | —          | —          | 37       | 5        |
| Rayo Vallecano | 2019–20  | Segunda División | 35        | 4         | 3                | 0                | —          | —          | 38       | 4        |
| Rayo Vallecano | 2020–21  | Segunda División | 43        | 4         | 2                | 0                | —          | —          | 45       | 4        |
| Rayo Vallecano | 2021–22  | La Liga          | 36        | 7         | 3                | 1                | —          | —          | 39       | 8        |
| Rayo Vallecano | 2022–23  | La Liga          | 30        | 5         | 3                | 0                | —          | —          | 33       | 5        |
| Összesen       | Összesen | Összesen         | 179       | 24        | 13               | 2                | 0          | 0          | 192      | 26       |

## Sikerei, díjai
Rayo Vallecano
- Segunda División
  - Feljutó (1): 2020–21